# جامعة جنوب كوينزلاند
جامعة جنوب كوينزلاند (بالإنجليزية: University of Southern Queensland)‏ هي جامعة عامة في أستراليا تأسست عام 1967. تقع في مدينة توومبا.

## إحصائيات
يبلغ عدد طلاب الجامعة 27337 طالب.